# 好奇

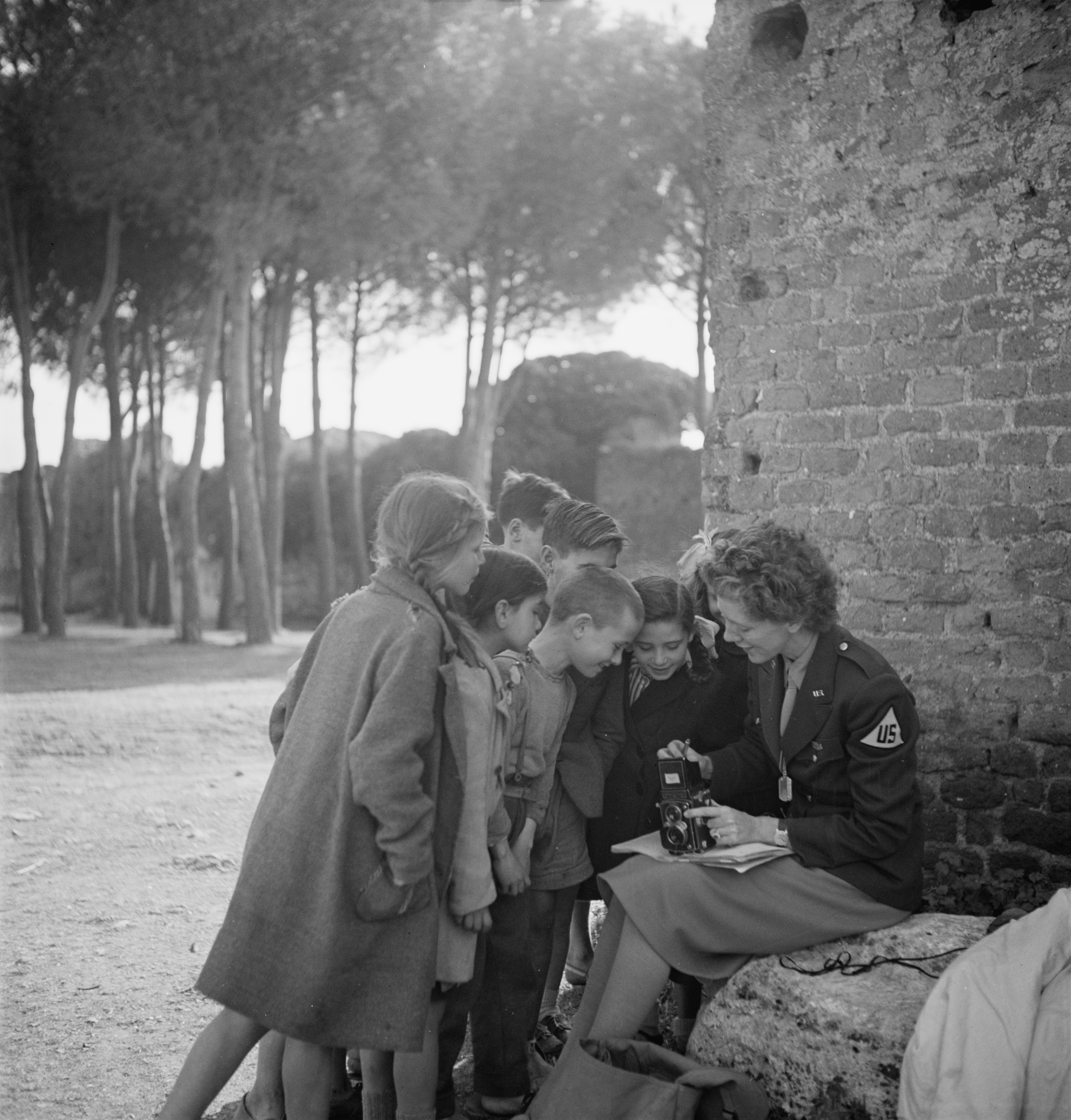
一群孩子聚集在美國攝影師托尼·弗里塞爾身旁，好奇的看著她的相機。照片攝於1945年的歐洲

好奇（Curiosity）或是好奇心是對新的事物有興趣，會想要探索、研究及學習的特質。觀察人類及其他動物都可以找到這類的例子。好奇和人類各層面的發展都高度相關，有好奇才會引發學習的過程，以及想要了解知識及技能的慾望。
好奇也可以用在表達想要獲得資訊或是知識的情緒。在人類歷史上，好奇的行為以及情緒不但是人類發展的推動力，也帶動科學、語言及工業的進展。

## 原因
許多的物種都會有對事物好奇的舉動，像是猿、貓及啮齿目動物。好奇心也是各年齡層的人都會有的。研究發現對人類而言，好奇心不是一個固定的屬性，而是可以培養、開發的特質。
早期對好奇心的定義是對訊息的強烈渴望。這種渴望的动机是源自對知識、資訊及瞭解的欲望。
傳統對好奇心的概念延伸到考慮「知覺性好奇」（perceptual curiosity，像是所有動物都有，與生俱來的探索行為）以及「知識性好奇」（epistemic curiosity，人類所獨有，對知識的渴望）之間的差異。
心理學家丹尼爾·伯利恩 找出三類會喚起好奇心的變數：心理學變數（psychophysical variables）、生態變數（ecological variables）及集體變數（collative variables）。心理學變數對應到強度、生態變數對應到渴望的重要性以及任務的相關程度、集體變數是不同刺激和特徵之間的比較，可能是實際感知到的，或是曾經發生過的。伯利恩提到四個集體變數：新奇、複雜程度、不确定性以及衝突（不過伯利恩也提到其他的集體變數也都可能和衝突有關）。例外，伯利恩也提到三個和好奇心有關的補充變數：變化、驚訝及不協調。最後，好奇心不只是會因為接收到和前述變數有關的刺激所引發（特定性探索，specific exploration），也可能會因為沒有刺激，出於厭煩所引發（分散式探索、diversive exploration）。